# Devadass Ambrose Mariadoss
Devadass Ambrose Mariadoss (ur. 8 października 1947 w Ammapet, zm. 26 maja 2024 w Tańdźawur) – indyjski duchowny rzymskokatolicki, w latach 1997–2023 biskup Tanjore.